# Stefan Migdał

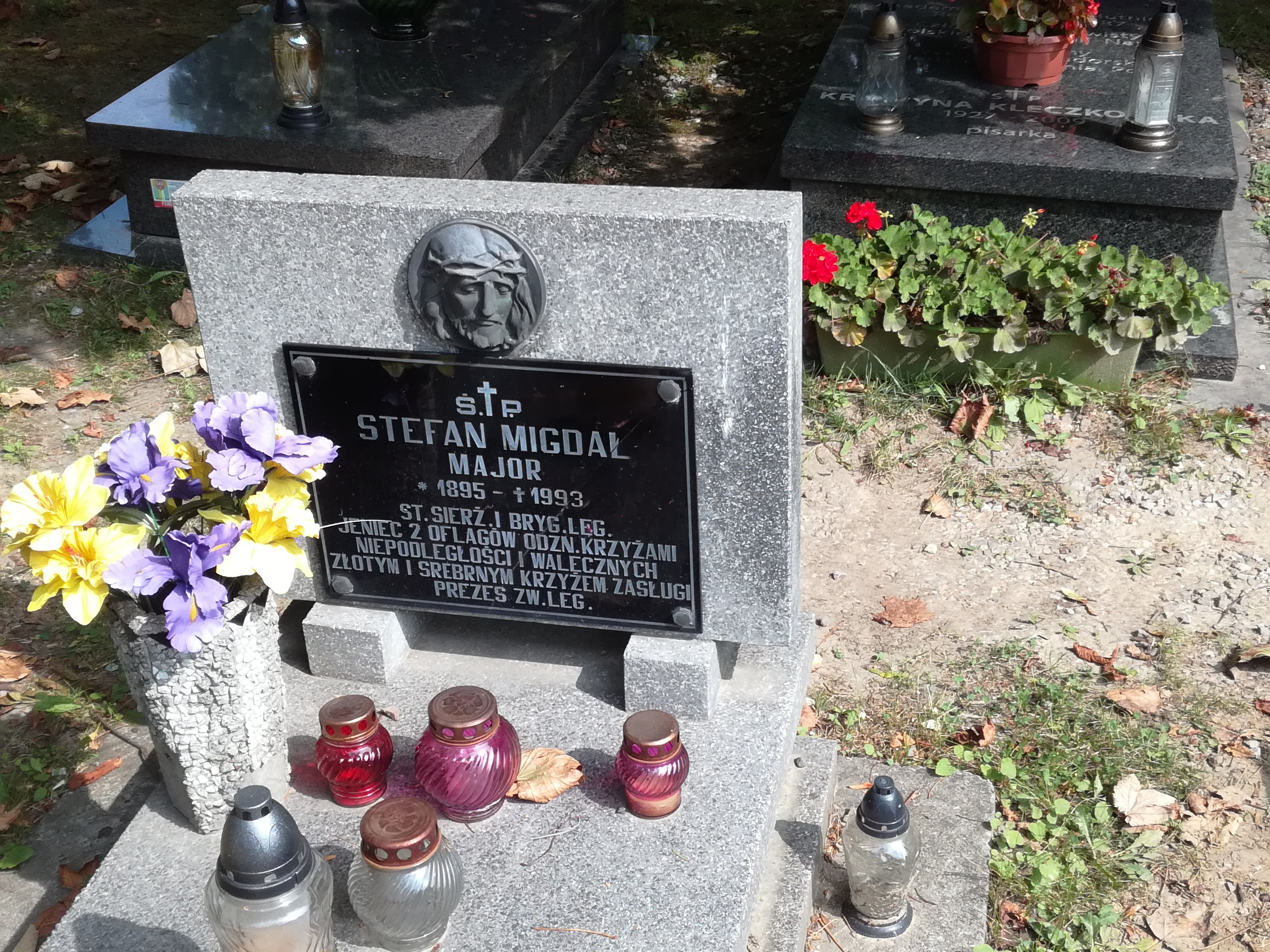
Grób Stefana Migdała na cmentarzu Rakowickim

Stefan Migdał (ur. 13 stycznia 1895 w Krakowie, zm. 1 czerwca 1993 tamże) – pułkownik Wojska Polskiego, działacz niepodległościowy, komendant naczelny Związku Legionistów Polskich.

## Życiorys
Urodził się 13 stycznia 1895 w Krakowie jako syn Jana i Anny. Od marca 1912 należał do Związku Strzeleckiego.
Od 7 sierpnia 1914 w Legionach Polskich. Był starszym sierżantem 1 Pułku Piechoty I Brygady Legionów Polskich. Zastępca komendanta IV sekcji Plutonu Wielickiego. Po kryzysie przysięgowym więziony w Twierdzy Przemyśl. Żołnierz POW, następnie w 1 Dywizji Piechoty Legionów.
Po wojnie polsko-bolszewickiej w Dowództwie Okręgu Korpusu Nr III w Grodnie. W kwietniu 1928 został przeniesiony z 3 Okręgowego Szefostwa Intendentury w Grodnie do Rejonowego Zakładu Żywnościowego Poznań na stanowisko pełniącego obowiązki kierownika. 21 października 1928 został zameldowany w Poznaniu na ul. Wały ks. Józefa 12. 10 września 1929 przeprowadził się na ul. Solną 14. Następnie został wyznaczony na stanowisko zarządcy Składnicy Materiału Intendenckiego Poznań. Z dniem 15 sierpnia 1933 został przeniesiony do korpusu oficerów intendentów. Na stopień majora został awansowany ze starszeństwem z 1 stycznia 1936 i 4. lokatą w korpusie oficerów intendentów. W marcu 1939 pełnił służbę w Szefostwie Intendentury Okręgu Korpusu Nr VII w Poznaniu na stanowisku kierownika samodzielnego referatu zasobów materiałowych.
Po wybuchu II wojny światowej, w 1940 internowany w Rumunii, później jeniec Oflagu VI B Dössel.
Od 1918 członek, od 1987 Prezes Zarządu Głównego Komendant Naczelny Związku Legionistów Polskich.
W Wydawnictwie Śląsk opublikował książki: Opolszczyzna przeciw faszyzmowi (Katowice 1960) i  Piłsudczyzna w latach pierwszej wojny światowej. Zarys działalności i ideologii (Katowice 1961).
Zmarł 1 czerwca 1993 w Krakowie. Został pochowany w alei zasłużonych cmentarza Rakowickiego w Krakowie (kwatera LXIX pasB-2-1).
Był żonaty ze Stanisławą z domu Mika (ur. 1 maja 1898 w Wieliczce, zm. 28 maja 1949), z którą miał syna Tadeusza (ur. 10 sierpnia 1922 w Grodnie, zm. 5 lipca 2018).

## Ordery i odznaczenia
- Krzyż Wielki Orderu Odrodzenia Polski (pośmiertnie, 3 czerwca 1993)[15]
- Krzyż Niepodległości (2 sierpnia 1931)[16][3][17]
- Krzyż Walecznych
- Złoty Krzyż Zasługi (11 listopada 1938)[18][19]
- Srebrny Krzyż Zasługi (10 listopada 1928)[20][19]
- Medal 10 Rocznicy Wojny Niepodległościowej (Łotwa, 1929)[21]